# 173 TCN
Năm 173 TCN là một năm trong lịch Julius. 